# کاخ خانان شکی
کاخ خانان شکی (به ترکی آذربایجانی: Şəki xan sarayı) دربار ساخته شده در دوره خانات شکی است، که در این شهر قرار دارد.
امروزه این مجموعهٔ فرهنگی به عنوان موزه فعالیت می‌کند. کاخ خانان شکی در سده ۱۸ میلادی در داخل دیوارهای قلعه بنا شد. از آثار باستانی و معماری با اهمیت جهانی می‌باشد. کاخ در سال ۱۷۹۷ میلادی از سوی «محمد حسن خان» بنا گردید. کاخ خانان شکی از سوی «گلناره مهمانداراوا»، رئیس کمیته ملی ایکوموس آذربایجان، در سال ۱۹۹۸ م. نامزد ثبت در فهرست میراث جهانی یونسکو شد.
کاخ خانان شکی در ۷ ژوئیه سال ۲۰۱۹، در میراث جهانی یونسکو ثبت شد.

## تاریخچهٔ کاخ

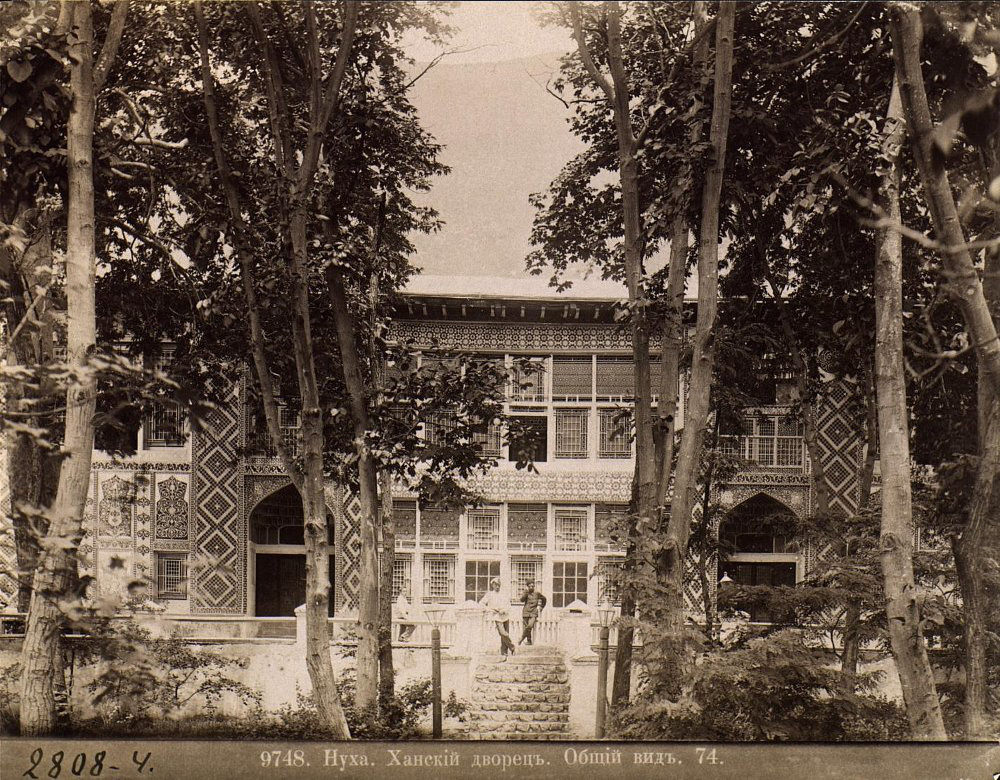
کاخ خانان شکی

کاخ خانان شکی در سده ۱۸ میلادی بنا شد.
«شاندو رادو» نقشه‌کش مجارستانی در رابطه با تاریخ ساخت کاخ نوشته‌است، که قصر شکی از سوی «حسین خان» در سال ۱۷۶۰م. ساخته و مدتی پس نیز بازسازیهایی روی بنای آن انجام شده‌است؛ ولیکن تاریخ ساخت این کاخ باستانی در دانشنامه‌ها سال‌های ۱۷۹۱ یا ۱۷۹۲ ذکر می‌شود. در دانشنامه آذربایجان شوروی آمده‌است، که کاخ خانان شکی به سفارش «حسین خان مشتاق» در سال‌های ۶۰ قرن ۱۸ میلادی احداث گردید.
در دانشنامه افرون و بروک‌هاوس تاریخ نصب کاخ و دیوارهای قلعه سال ۱۸۶۵ م. ذکر شده‌است. بنابه نشر سال ۱۸۹۰ دانشنامه بریتانیکا، دیوارهای قلعه در سال ۱۸۶۵ م؛ ولی کاخ مدتی بعد از آن تاریخ بنا شده‌است. اما نشر سال ۱۹۱۱ دانشنامهٔ یادشده حاکی از ساخت کاخ در سال ۱۷۹۰ م. می‌باشد. «کونستانتینوف» نیز در اثر خود به نام «نوخا» به این موضوع پرداخته و موید ساخت تاریخ دربار به سال ۱۷۹۰ م. شده‌است.
ولی پژوهاش‌های بعدی نشان داده‌است، که کاخ خانان شکی از سوی معماری به‌نام «هادالی زین‌العابیدین شیرازی» («کونستانتینوف» از وی به‌عنوان «حاج زین‌العابیدین» «و ای.س. سگال» به‌عنوان «حاج زین‌العابدو نام برده‌اند) در سال ۱۷۹۷ بنا گردید.
«میکاییل حسینف» تاریخدان علوم معماری و معمار آذربایجانی در عهد حکومت شوروی بر آذربایجان، بر این عقیده است، که تاریخ ساخت کاخ در میان سال‌های ۱۷۶۲–۱۷۹۷ متحول می‌باشد. وی همچنین مدعی است، که کاخ از سوی «محمدحسن خان»، نتیجهٔ «حاج چلبی خان»، بنیان‌گذار خانات شکی ساخته شد. به گفتهٔ «میکاییل حسینف»، می‌توان مشخصات درخشان متعلق به کاخ‌های قرن ۱۸م. را روی ساختمان کاخ خانان شکی مشاهده نمود.
در دست‌نوشته‌ای بهزبان فارسی به‌نام «مادهٔ تاریخ» که، در سال ۱۹۷۹م. از سوی دانشکدهٔ دستنویسی‌های آکادمی ملی علوم جمهوری آذربایجان گردآوری و منتشر شده‌است، آمده‌است، که امور عملیاتی ساخت کاخ در سال ۱۲۰۴ هجری (سالهای ۱۷۸۹–۱۷۹۰ میلادی) شروع گردید.
(بنابه خط، حدس‌زده می‌شود، که مؤلف این اثر سلمان ممتاز است). بر پایهٔ این دست‌نوشته، این کاخ که، آن روزگار دیوانخانه (دادگاه شهر) بود، در رمضان سال ۱۲۴۰ هجری (ماه‌های آوریل و می سال ۱۸۲۵م) آتش گرفت. «نیکولای برسنوف» گزارشگر روس که در قرن نوزدهم میلادی زندگی نموده‌است، گزارش‌هایی دال بر اینکه این ساختمان در کنار بودن محل اقامت خانان شکی، محل قرارگیری دادگاه شهر نیز بوده، ارائه داده‌است. در برخی منابع نیز آمده‌است، که این کاخ مقر تابستانی خانان بود.

## تاریخ بعدی
بر اساس طرح ترسیم شدهٔ قلعه در سال ۱۸۵۳م. بناهای مختلفی که برای خانوادهٔ خان مد نظر گرفته شده بود، در داخل قلعه قرار داشت. علاوه بر مجموعهٔ کاخ، ساختمان‌های خزانه، زندان و کلیسای ارتدکسی که، بعدها در سال ۱۸۲۸م. به مسجد خان تبدیل شد، در داخل قلعه قرار می‌گرفتند.
تصاویر اولیهٔ کاخ تعداد زیادی از افراد معروفی را تحت تأثیر گذاشته‌است. پس الکساندر دوما، «آلکساندر کورنیلوچیو»، «آندری فادایف»، «آرنلد زیسّرمان» کاخ را توصیف نموده و لئو تولستوی، «نیکولای رایویکی»، ایلیا نیکالایویچ برزین، الیزه رکلو و غیره… به تمجید از زیبایی دربار و ارائه اطلاعاتی دربارهٔ آن پرداخته‌اند.
کاخ حانان شکی در عهد حکومت شوروی در آذربایجان امتیاز موزه را کسب کرد.
نیکلای تیخونوف که به سال ۱۹۴۷م. از کاخ بازدید نموده‌است، در خودزیستنامه خود تحت عنوان «راه‌ها- مسیرها» آورده‌است: «نقش‌های مدهوش‌کننده موجود بر دیوار کاخ خوب مورد حفاظت واقع گردیده و حاکی از وجود هنر پیشرفته و ارزیابی شعر و فلسفه در شهر قدیمی «نوخا» (شهر شکی کنونی) می‌باشد».
در ۲۴ اکتبر سال ۲۰۰۱ کاخ خانان به‌همراه بخش باستانی شکی نامزد ثبت نام در میراث جهانی یونسکو شد. ارینا بوکووا، مدیرکل یونسکو هنگام سفر رسمی خود به آذربایجان در در ۱ ماه اوت سال ۲۰۱۰ به شکی نیز رفته و از کاخ خانان دیدن نمود.
در ۴ ماه ژوئیه سال ۲۰۱۲، ۲۵۰-امین سالگرد نصب کاخ خانان با مشارکت سفرای بیش از ۳۰ کشور جهان و سازمان‌های بین‌المللی در جمهوری آذربایجان، دانشمندان، هنرمندان، و نمایندگان مجلس این کشور در شهر شکی جشن گرفته شد.

## حفاظت و ترمیم کاخ

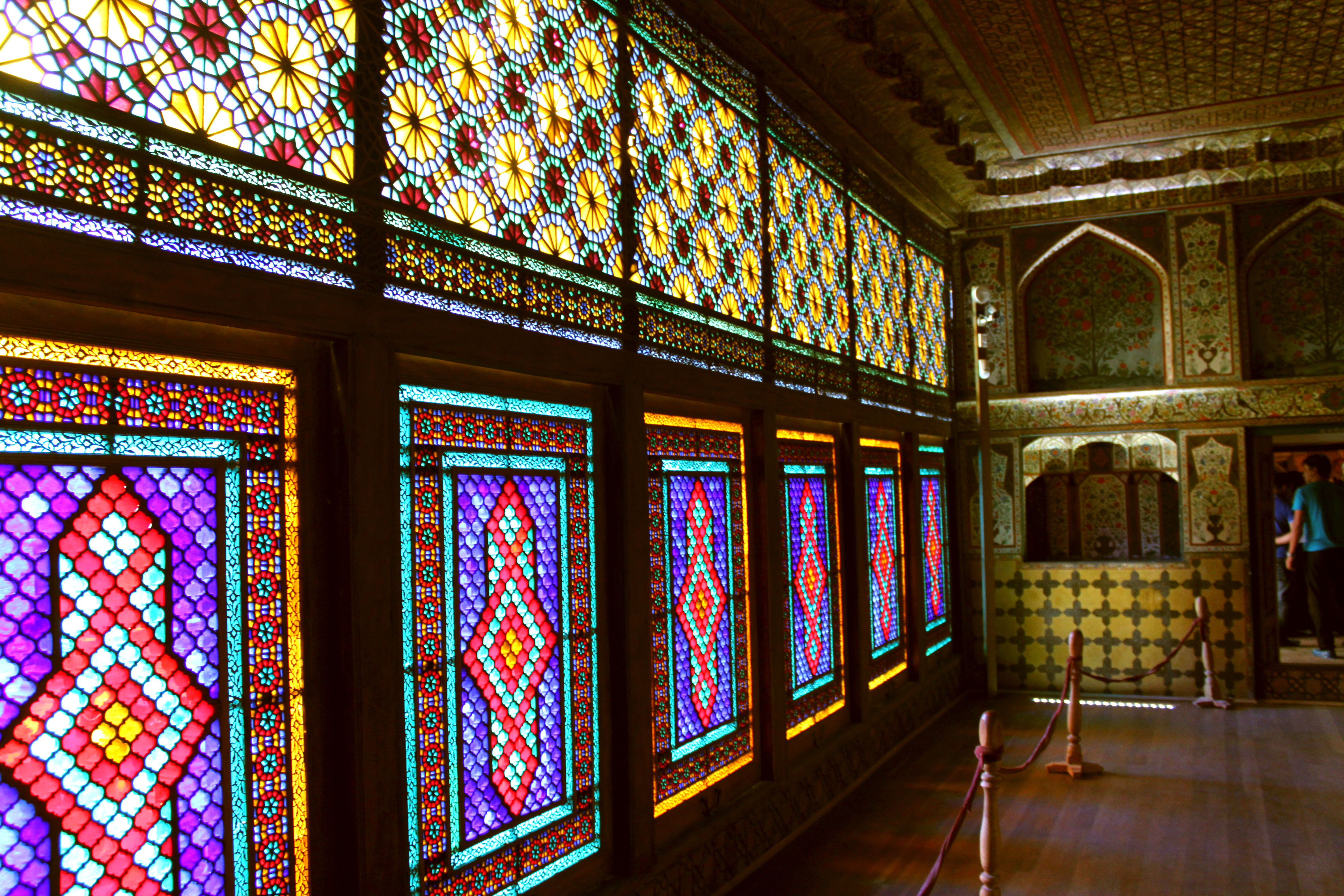
نمای داخلی کاخ

فقط ساختمان دو طبقه‌ای کاخ خانان شکی از مجموعه کاخی که، در داخل قلعه ساخته شده‌است، تا به حال باقی مانده‌است.
هرچند که پس از تکمیل امور ساخت و ساز، بنای کاخ چند بار مورد بازسازی و مرمت قرار گرفته‌است، ولی نمای آن دستخوش تغییراتی اساسی نگشته‌است. پس از تصرف خانات شکی بتوسط امپراتوری روسیه، کاخ خانان تابع اداره محلی گردیده و چند بار تحت مرمت واقع شده‌است. بین سال‌های ۱۸۴۸ تا ۱۸۵۱م. بازسازی‌هایی در ساختمان از سوی شاعر «کریم آقا فاتح» نوهٔ «حسین خان مشتاق» انجام گرفت.
از سال ۱۹۵۵ الی ۱۹۶۵ م. بازسازی‌هایی تحت نظارت کامل در کاخ صورت گرفت. دو معمار مستعد آذربایجانی بنام‌های «کمال محمدبیگف» و «نیکولای اوتسین» نیز برای تدوین و تکوین اندازه‌ها و طرح بازسازی به امور مرمت این کار جلب شدند. نقش‌های تهیه شده از سوی «کمال محمدبیگف» و طرح اولیه بازسازی ترسیم شده توسط «نیکولای اوتسین» هنگام ترمیم مورد استفاده گسترده‌ای واقع گردید.
آخرین و کامل‌ترین ترمیم در کاخ با تأمین مالی بانک جهانی از سوی تیم بازسازی شرکت آلمانی «Denkmalpflege Mecklenburg GmbH» در سال‌های ۲۰۰۲ تا ۲۰۰۴ انجام گرفت.
در سال ۲۰۰۲، بازسازی‌هایی در کاخ در چهارچوب پروژهٔ «حفاظت از میراث فرهنگی» انجام شد.

## مشخصات معماری کاخ
ساختمان کاخ خانان شکی با طول ۳۱٫۷ متر، عرض ۸٫۵ متر، و ارتفاع ۱۰ متر دو طبقه را داراست. ارتفاع هر طبقه نیز به ۳٫۳۵ متر می‌رسد.
چه از نظر نما و چه به‌لحاظ طرح ساخت، بنای کاخ متقارن است. طبقهٔ دوم به‌طور عمودی طبقهٔ یکم را تکرار می‌کند.
اتاق‌ها به صورت محور تقارن در یک ردیف قرار می‌گیرد. اتاقی شاهنشین در مرکز هر دو طبقه وجود دارد که، احتمال می‌رود روزگاری به عنوان اتاق پذیرایی خانان از مهمانان مورد بهره‌مندی قرار می‌گرفته‌است. اتاق‌های کوچکی در امتداد سالن واقع اند، که بوسیلهٔ راهرویی از سالن جدا شده‌اند. محتملا این اتاق‌ها برای پذیرایی از مهمانان درجهٔ دوم زیر نظر گرفته شده‌اند.